# Гальденслебен
Гальденслебен (нім. Haldensleben) — місто в Німеччині, розташоване в землі Саксонія-Ангальт. Адміністративний центр району Берде.
Площа — 156,15 км2. Населення становить 19 028 ос. (станом на 31 грудня 2021).